# Villeneuve-sur-Verberie
Villeneuve-sur-Verberie è un comune francese di 705 abitanti situato nel dipartimento dell'Oise della regione dell'Alta Francia.

## Società

### Evoluzione demografica
Abitanti censiti